# یان پیه‌خوچینسکی
یان پیه‌خوچینسکی (لهستانی: Jan Piechociński؛ زادهٔ ۲۶ ژوئیه ۱۹۵۰) بازیگر اهل لهستان است.
از فیلم‌ها یا مجموعه‌های تلویزیونی که وی در آن‌ها نقش داشته است، می‌توان به سرنوشت‌های لهستانی، به‌دور از جاده، پدر متیو، در خوشی و سختی، کارآگاهان جنایی، کارول: مردی که پاپ شد، در خیابان سپولنی، حوزه استحفاظی ۱۳، طایفه،  فیلمی کوتاه درباره عشق، صفر-هفت، به‌گوشم، عملیات زرادخانه، داستان گناه و گهواره اشاره نمود.